# Mandilli
Mandilli è il primo album in studio del cantautore italiano Vittorio De Scalzi, pubblicato nel 2008 dalla Aereostella.

## Tracce
Testi e musiche di Vittorio De Scalzi, eccetto dove indicato.
1. Vinçenso – 4:43
2. Gente de Ligûria – 5:29
3. Barbon – 4:38
4. Äia da respiâ – 4:50
5. Stagiuin (intro) – 0:48 (testo: Aldo Di Marco – musica: Aldo De Scalzi, Pivio)
6. Stagiuin – 3:07 (testo: Aldo Di Marco – musica: Aldo De Scalzi, Pivio)
7. Centomila navi – 6:16
8. Dreuntu de ti – 4:10 (testo: Aldo De Scalzi – musica: Aldo De Scalzi, Pivio)
9. Töe drûe – 2:50 (testo: Aldo Di Marco – musica: Aldo De Scalzi, Pivio)
10. L'ægua in to mortâ – 4:26

## Formazione
Musicisti
- Vittorio De Scalzi – voce, chitarra, flauto traverso, pianoforte, arrangiamento
- Aldo De Scalzi – tastiera, WX7, programmazione, arrangiamento
- Andrea Maddalone – chitarra
- Federico Bagnasco – contrabbasso, basso elettrico
- Giovanni Lo Cascio – percussioni
- Edmondo Romano – sassofono soprano, clarinetto, low whistle, salmoè, musette de cour, mizmar, flauto dolce

Produzione
- Aldo De Scalzi – produzione
- Claudio Pacini – registrazione parti vocali
- Marco Canepa – registrazione, missaggio
- Alberto Parodi – mastering